# Pekka Saravo
Pekka Saravo (Rovaniemi, 13 novembre 1979) è un ex hockeista su ghiaccio finlandese.

## Carriera
Si è formato nella squadra del Tampere, dove ha trascorso la maggior parte della sua carriera, in due distinti periodi: dal 2000 al 2005 e dal 2009 al ritiro avvenuto nel 2017. Ha vinto la Liiga per tre volte: nel 2002-2003, nel 2015-2016 e nel 2016-2017; a queste vittorie si aggiungono cinque finali perse: 2000-2001, 2001-2002, 2012-2013, 2013-2014 e 2014-2015.
In patria ha vestito anche la maglia del Diskos (stagione 1998-1999, in seconda serie), mentre all'estero ha militato per quattro stagioni nel massimo campionato svedese: nelle prime tre nel Luleå Hockeyförening, l'ultima nel Linköpings HC.
Ha fatto parte della nazionale finlandese dal 2003 al 2009, ed ha preso parte a tre edizioni dei mondiali, due delle quali chiuse sul podio: bronzo nel 2006 ed argento nel 2007.

## Palmarès
- Campionato finlandese: 3

Tappara: 2002-2003, 2015-2016, 2016-2017